# فيلق القوات المتعددة الجنسيات – العراق
كان الفيلق متعدد الجنسيات في العراق (MNC-I) فيلقًا عسكريًا متعدد الجنسيات سابقًا، ثم اقتصر لاحقًا على القوات الأمريكية. أُنشئ في 15 مايو/أيار 2004 لخوض حرب العراق. حلّت القوة متعددة الجنسيات في العراق (MNF-I)، وهي هيئته الأعلى، محل قوة المهام المشتركة 7 في 15 مايو/أيار 2004. وجاء هذا التغيير بسبب "مخاوف سادت لفترة من الزمن، من أن مقر قوة المهام المشتركة 7 لم يكن كافيًا للتعامل مع مجموعة العمليات العسكرية في العراق، بما في ذلك دعم السلام والعمليات العسكرية المدنية، وفي الوقت نفسه إجراء تفاعلات استراتيجية مثل التواصل مع الشيوخ والسلطات السياسية."
أُسست القوة متعددة الجنسيات في العراق للتعامل مع القضايا الاستراتيجية، بينما أدار الفيلق متعدد الجنسيات في العراق، وهو قيادة تابعة، المعركة التكتيكية. وتناوب عدد من مقرات فيالق الجيش الأمريكي على العراق لتوفير مقر قيادة القوة متعددة الجنسيات في العراق. كما أُنشئت تحت قيادة القوة متعددة الجنسيات في العراق قيادة انتقال الأمن متعددة الجنسيات في العراق (MNSTC-I)، والتي وجهت في المقام الأول إعادة بناء قوات الأمن العراقية. اندمج الفيلق متعدد الجنسيات في العراق مرة أخرى مع انسحاب القوات الأمريكية من العراق وفقًا لاتفاقية وضع القوات والجدول الزمني الذي أعلنه الرئيس جورج دبليو بوش مع قيادته الأم للقوة متعددة الجنسيات في العراق، والتي أُعيدت تسميتها إلى قوات الولايات المتحدة في العراق (USF-I) بعد انسحاب جميع شركاء التحالف المتبقين من البلاد.
خدم الجنرالات الكنديون الرئيسيون والتر ناتينشيك وبيتر ديفلين ونيكولاس ماتيرن كنائبين للقائد العام لفيلق القوات المتعددة الجنسيات في العراق. في عام 2005، كانت قيادة دعم الفيلق الأول المتمركزة في منطقة الدعم اللوجستي أناكوندا في بلد، العراق، تقدم الدعم اللوجستي للمسرح.

## انتشار دوري

### أو آي إف (عملية حرية العراق)-3
كانت الوحدتان التابعتان لدورة عملية العراق (OIF-3)، اللتان نُشرتا في يوليو 2004، هما فرقة المشاة الثالثة التابعة للجيش الأمريكي وفرقة المشاة الثانية والأربعون التابعة للحرس الوطني في نيويورك. قاد مقر فرقة المشاة الثالثة لواءين من الفرقة ولواء المشاة 256 التابع للحرس الوطني في لويزيانا. حلّت الفرقة محل فرقة الفرسان الأولى في بغداد ومحيطها.
كانت الدورة الكاملة لـ أو آي إف-3 إلى مستوى اللواء تحت قيادة القوة متعددة الجنسيات في العراق على النحو التالي:
المقر الرئيسي للفيلق الثامن عشر المحمول جواً
- فريق قتال اللواء 29 للمشاة، الحرس الوطني لجيش هاواي
- فريق القتال للواء 56، فرقة المشاة 36، الحرس الوطني لجيش تكساس
- لواء الطيران 185 (الحرس الوطني لجيش ميسيسيبي)
- فرقة العمل للحرية - القوة المتعددة الجنسيات - شمال غرب
  - فوج الفرسان المدرع الحادي عشر (يعمل كمقر لقوة المهام)
  - فوج الفرسان المدرع الثالث
  - فريق قتال اللواء الأول سترايكر، فرقة المشاة الخامسة والعشرون
- الفرقة الثالثة مشاة - الفرقة المتعددة الجنسيات بغداد
  - فريق القتال للواء الثاني، الفوج الثالث
  - فريق القتال للواء الرابع، الفوج الثالث
  - فريق القتال للواء الثالث، الفرقة المدرعة الأولى (الولايات المتحدة) (فورت رايلي، كانساس)
  - فريق القتال للواء الثاني، الفرقة الجبلية العاشرة
  - فريق القتال للواء 256 (الحرس الوطني لجيش لويزيانا)
    - سرية الصيانة 152 | الحرس الوطني لجيش ولاية مين
- فرقة المشاة 42 (الحرس الوطني للجيش)
  - فريق القتال للواء الأول، الفوج الثالث
  - فريق القتال للواء الثالث، الفوج الثالث
  - فريق قتال لواء الفرسان 116 التابع للحرس الوطني لجيش أيداهو (الحرس الوطني لجيش الولايات المتحدة )
  - فوج الفرسان المدرع رقم 278، فريق القتال الفوجي (الحرس الوطني لجيش تينيسي)
- فرقة مشاة البحرية الثانية (الأمامية)/الفرقة البحرية الثانية - القوة المتعددة الجنسيات الغربية
  - فريق القتال الفوجي -2
  - فريق القتال الفوجي -6
  - فريق القتال للواء الثاني، فرقة المشاة الثانية
  - فريق القتال الثقيل 155 (الحرس الوطني لجيش ميسيسيبي )
  - قيادة دعم الفيلق الأول

### أو آي إف-4

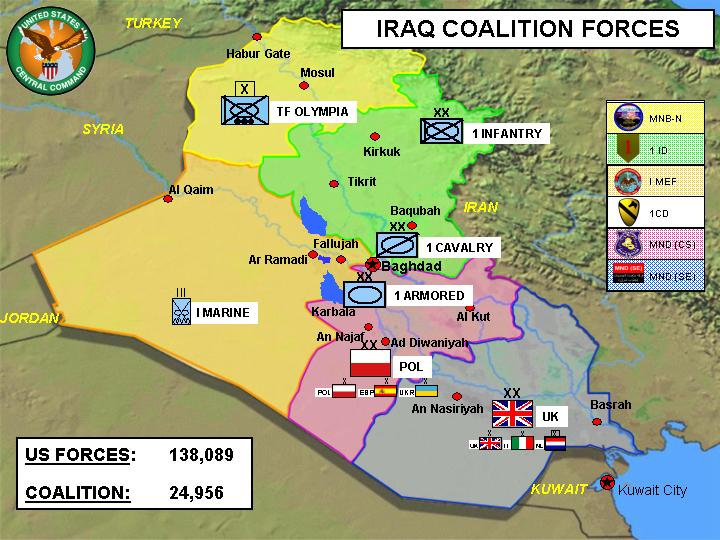
مناطق المسؤولية في العراق حتى 30 أبريل 2004

أُعلِن عن دورة أو آي إف الرابعة في 14 ديسمبر 2004.
بدأ الانتشار الثاني للفرقة الرابعة للمشاة في العراق في خريف عام 2005. حلّت الفرقة محل فرقة المشاة الثالثة، التي كانت تُدير العمليات الأمنية، كمقر للفرقة متعددة الجنسيات - بغداد. وفي 7 يناير/كانون الثاني 2006، تولّت الفرقة الرابعة مسؤولية أربع محافظات في وسط وجنوب العراق: بغداد، وكربلاء، والنجف، وبابل. وفي 7 يناير/كانون الثاني 2006، تولّت الفرقة متعددة الجنسيات - بغداد أيضًا مسؤولية تدريب قوات الأمن العراقية وتنفيذ العمليات الأمنية في المحافظات الأربع.
لا يُعرف تبعية اللواء الجوي السادس والثلاثين. بالتأكيد، هو منتشر ضمن القوة متعددة الجنسيات في العراق، ولكن من غير المعروف ما إذا كان تابعًا فعليًا للفرقة الرابعة للمشاة/القوة متعددة الجنسيات في بغداد.
الدورة الكاملة إلى مستوى اللواء في إطار القوة متعددة الجنسيات في العراق هي كما يلي:
المقر الرئيسي: فيلق الخامس (الأمامي)
- فريق القتال للواء الثاني، اللواء الأول (متقدم في الكويت)
- فريق قتال اللواء 48 للمشاة التابع للحرس الوطني لجيش جورجيا (ARNG)
- اللواء 36 للطيران القتالي (الحرس الوطني للجيش)
- الفرقة الرابعة مشاة (الفرقة المتعددة الجنسيات بغداد)
- لواء الطيران 185 (الحرس الوطني لجيش ميسيسيبي)
  - فريق القتال للواء الأول، الفوج الرابع
  - فريق القتال للواء الثاني، الفوج الرابع
  - فريق القتال للواء الرابع، الفوج الرابع
  - فريق القتال للواء الأول، الفرقة الجبلية العاشرة
    - سرية الصيانة 152 | الحرس الوطني لجيش ولاية مين

  - فريق القتال للواء الثاني، الفرقة 101 المحمولة جواً
  - فريق القتال للواء الرابع، الفرقة 101 المحمولة جواً
- الفرقة 101 المحمولة جواً (الهجوم الجوي)
  - فريق القتال للواء الأول، اللواء الأول
  - فريق القتال للواء الثقيل الثالث، الفوج الرابع
  - فريق القتال للواء الأول، الفرقة 101 المحمولة جواً
  - فريق القتال للواء الثالث، الفرقة 101 المحمولة جواً
  - فريق قتال اللواء المشاة 172
- فرقة مشاة البحرية الأولى (الأمامية)/الفرقة البحرية الأولى
  - تجربة عشوائية محكومة-5
  - تجربة عشوائية محكومة-7
  - فريق القتال للواء الثاني، الفوج 28 (ARNG)

### أو آي إف 06-08
أعلن البنتاغون في 20 يونيو 2006 عن الوحدات التي ستُنشَر في العراق كجزء من عملية تناوب القوات في الفترة من 06 إلى 08:
- مقر الفيلق الثالث، فورت هود، تكساس، الولايات المتحدة الأمريكية
- قوة المشاة البحرية الثانية، معسكر لوجون، كارولاينا الشمالية، الولايات المتحدة الأمريكية
- مقر الفرقة، الألوية الثانية والثالثة والرابعة (اللواء الرابع من فوج الفرسان الأول، الذي كان متمركزًا آنذاك في فورت بليس، تكساس قبل تغيير علمه إلى اللواء القتالي الرابع 1 AD في عام 2008)، فرقة الفرسان الأولى، فورت هود، تكساس، الولايات المتحدة الأمريكية
- مقر الفرقة، اللواء الثالث، لواء الدعم الخامس والأربعين ولواء الطيران القتالي الخامس والعشرون، فرقة المشاة الخامسة والعشرون، ثكنات سكوفيلد، هاواي، الولايات المتحدة الأمريكية
- اللواء الرابع، فرقة المشاة الخامسة والعشرون، فورت ريتشاردسون، ألاسكا، الولايات المتحدة الأمريكية
- اللواء الثاني، فرقة المشاة الثانية، فورت كارسون، كولورادو، الولايات المتحدة الأمريكية
- قيادة دعم الفيلق الثالث عشر، فورت هود، تكساس، الولايات المتحدة الأمريكية
- اللواء الثاني، فرقة المشاة الأولى للجيش الأمريكي، شفاينفورت، ألمانيا
- اللواء الثالث، الفرقة 82 المحمولة جواً، فورت براغ، كارولاينا الشمالية، الولايات المتحدة الأمريكية
- اللواء الثاني، الفرقة الجبلية العاشرة، فورت درام، نيويورك، الولايات المتحدة الأمريكية
- وحدات لواء الطيران القتالي السادس والثلاثين التابع للحرس الوطني للجيش الأمريكي من تكساس وألاباما وأركنساس وكانساس وميسوري وكنتاكي بالولايات المتحدة الأمريكية.

### أو آي إف 07-09
- اللواء القتالي الأول للطيران، فورت رايلي، كانساس
- فريق القتال للواء الأول، الفرقة 82 المحمولة جواً، فورت براج، كارولاينا الشمالية
- مقر الفيلق المحمول جواً الثامن عشر، فورت براغ، كارولاينا الشمالية
- مقر الفرقة، اللواء الثالث والرابع، فرقة المشاة الرابعة، فورت هود، تكساس
- مقر الفرقة، الفرقة المدرعة الأولى، فيسبادن، ألمانيا
- مقر الفرقة، الألوية الأولى والثالثة والرابعة، فرقة المشاة الثالثة، فورت ستيوارت
- اللواء الثاني، فرقة المشاة الخامسة والعشرون، ثكنات سكوفيلد، هاواي
- قيادة دعم الفيلق الثالث، فورت نوكس، كنتاكي
- فوج الفرسان سترايكر الثاني
- فوج الفرسان المدرع الثالث، فورت هود
- قيادة الدعم رقم 316 (الاستكشافية)، احتياطي الجيش، كوراوبوليس، بنسلفانيا

### أو آي إف 09-11
- فريق القتال للواء الأول، الفرقة 82 المحمولة جواً، فورت براغ، كارولاينا الشمالية، الولايات المتحدة الأمريكية
- مقر الفيلق الأول (الولايات المتحدة)، فورت لويس، واشنطن، الولايات المتحدة الأمريكية
- مقر فرقة الفرسان الأولى، فورت هود، تكساس، الولايات المتحدة الأمريكية
- مقر الفرقة الجبلية العاشرة، فورت درام، نيويورك، الولايات المتحدة الأمريكية
- مقر الفرقة 34 للمشاة (الولايات المتحدة)، روزماونت، مينيسوتا، الولايات المتحدة الأمريكية
- مقر فرقة المشاة الخامسة والعشرين، ثكنات سكوفيلد، هاواي، الولايات المتحدة الأمريكية
- مقر فرقة المشاة الثالثة، فورت ستيوارت، جورجيا، الولايات المتحدة الأمريكية
- المقر الرئيسي الثاني لقوة المشاة البحرية الاستكشافية، معسكر ليجون، كارولاينا الشمالية، الولايات المتحدة الأمريكية
- فرقة المشاة الثامنة والعشرون، اللواء سترايكر السادس والخمسون، ويلو جروف، بنسلفانيا، الولايات المتحدة الأمريكية
- فرقة المشاة الثامنة والعشرون، لواء الطيران القتالي الثامن والعشرون، فورت إنديانتاون جاب، بنسلفانيا، الولايات المتحدة الأمريكية
- سرية الشرطة العسكرية 772 (الولايات المتحدة) تاونتون، ماساتشوستس، الولايات المتحدة الأمريكية

أشرفت قوات متعددة الجنسيات في العراق على الفرق في شمال العراق (MND-N)، وفي بغداد (MND-B)، وفي الجنوب (MND-S).
كانت الفرقة المتعددة الجنسيات في الجنوب (MND-S) بحد ذاتها اندماجًا لفرقتين متعددتي الجنسيات سابقتين (بريطانيا وأستراليا): الفرقة المتعددة الجنسيات في الوسط (MND-C) والفرقة المتعددة الجنسيات في الجنوب الشرقي (MND-SE) بقيادة بريطانيا. أنهى انسحاب الفرقة المتعددة الجنسيات في الجنوب الشرقي انتشار "قوة التحالف" غير الأمريكية في العراق.
كانت قوات مشاة البحرية الأميركية تتحمل المسؤولية الوحيدة عن "غرب العراق".